# Rozenburg (Groningen)

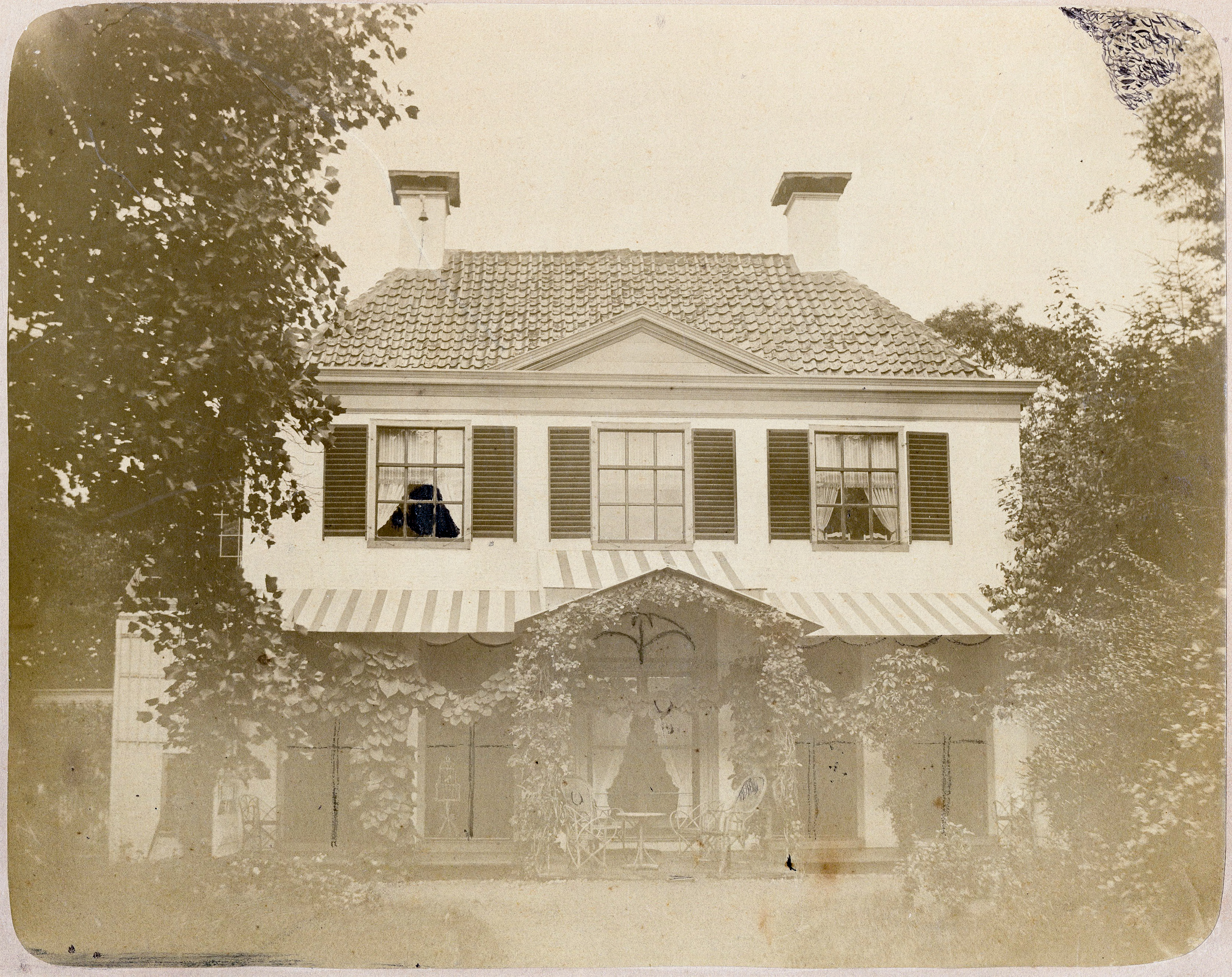
Het huis rond 1880. In de volksmond werd het huis 'Lohman's borgien' genoemd. Er hoorde ook een wagenhuis bij.

Rozenburg, oorspronkelijk Toppingaborgh genoemd, is een voormalig omgracht landgoed bij de Nederlandse stad Groningen. 
Het huis bevond zich ter plaatse van het huidige buschauffeursverblijf aan oostzijde van het nieuwe busstation ten zuiden van Station Groningen, iets ten noordwesten van de Achterweg in de Davidstraatbuurt binnen de huidige Rivierenbuurt. Ten noorden van het huis lag nog een omgracht perceel, waarvan het huis rond 1800 gesloopt werd.

## Geschiedenis
De oorsprong van het huis is onbekend. Mogelijk gaat het om dezelfde omgrachte huizen die op de Austinkaart van omstreeks 1572 voor de stadswallen ten westen van de Arx Nova voor de Herepoort staan ingetekend. Ook op het stadsaanzicht van Braun & Hogenberg en op de tekening van de reductie van Groningen in 1594 van Jan Janszoon Orlers uit 1610 is hier een omgracht huis zichtbaar. Op de kaart van Haubois (en afgeleiden) valt dit stuk buiten de poort net onder het cartouche, zodat onzeker is wat de situatie vlak na de aanleg van de nieuwe vestingwerken van Groningen begin 17e eeuw was. Het is goed voor te stellen dat er pas een echt landhuis verrees na de aanleg van de Helperlinie, toen het verbod op het bouwen van huizen voor de vestingwallen langzamerhand minder sterk gehandhaafd werd door het stadsbestuur.
Begin 18e eeuw was het huis in handen van de familie Toppinga. De eerste contouren van perceel en huis staan met zekerheid op een kaart van Peter de la Rive uit 1734, net buiten de Griffelinie. Iets eerder, in 1728, werd het goed (toen 785 roederen en 55 voeten "hofgrond") door echtelieden Menso Alting en Anna Ajoldina Toppinga overgedragen aan raadsheer Jan Gerhard Smith en Beerta Johanna van Buttingha. Na de dood van hun zoon Edzard Pompejus Smith in 1805 werd het goed een aantal keer verkocht. In 1814 was er een wijn- en koffiehuis gevestigd en werd het beschreven als 'van ouds genaamd Toppinga en nu Rosenburg'. In 1816 verkocht de toenmalige eigenaar A. Ekkart het aan burgemeester Maurits Adriaan de Savornin Lohman. Het kleinere omgrachte hof aan noordzijde behoorde volgens het Kadaster rond 1832 eveneens toe aan Lohman. Het huis werd een aantal keer verbouwd, onder andere door zijn zoon Maurits Adriaan de Savornin Lohman (1807-1879). Met de komst van het treinstation in de jaren 1860 aan noordzijde werd ook een emplacement aangelegd. Na de dood van Maurits Adriaan werd het geheel in 1880 te huur aangeboden door de zoon van zijn eerder overleden broer Witius Hendrik de Savornin Lohman (1801-1848): Witius Hendrik de Savornin Lohman (1842-1895). In 1884 liet Witius Hendrik een plan opstellen om ten westen van de Achterweg op het Rozenburg-terrein ook een aantal straten aan te leggen, maar dit werd niet gerealiseerd. 
In de jaren 1890 werd het emplacement uitgebreid naar het zuiden en verdween het perceel aan noordzijde en de noordelijke gracht. Het huis werd nog verbouwd in 1893 en staat nog ingetekend op een kaart naast de in 1897 gebouwde lijstenfabriek van de firma Vogel aan de Achterweg. Vermoedelijk werd het huis kort na de dood van Witius Hendrik in 1895 gesloopt. In de decennia erna was het terrein in gebruik als moestuin. In de jaren 1970 werd het terrein onderdeel van het Expeditieknooppunt van de PTT. In 2018 werd dit weer gesloopt. In de jaren 2020 verrees hier vervolgens het buschauffeursverblijf.

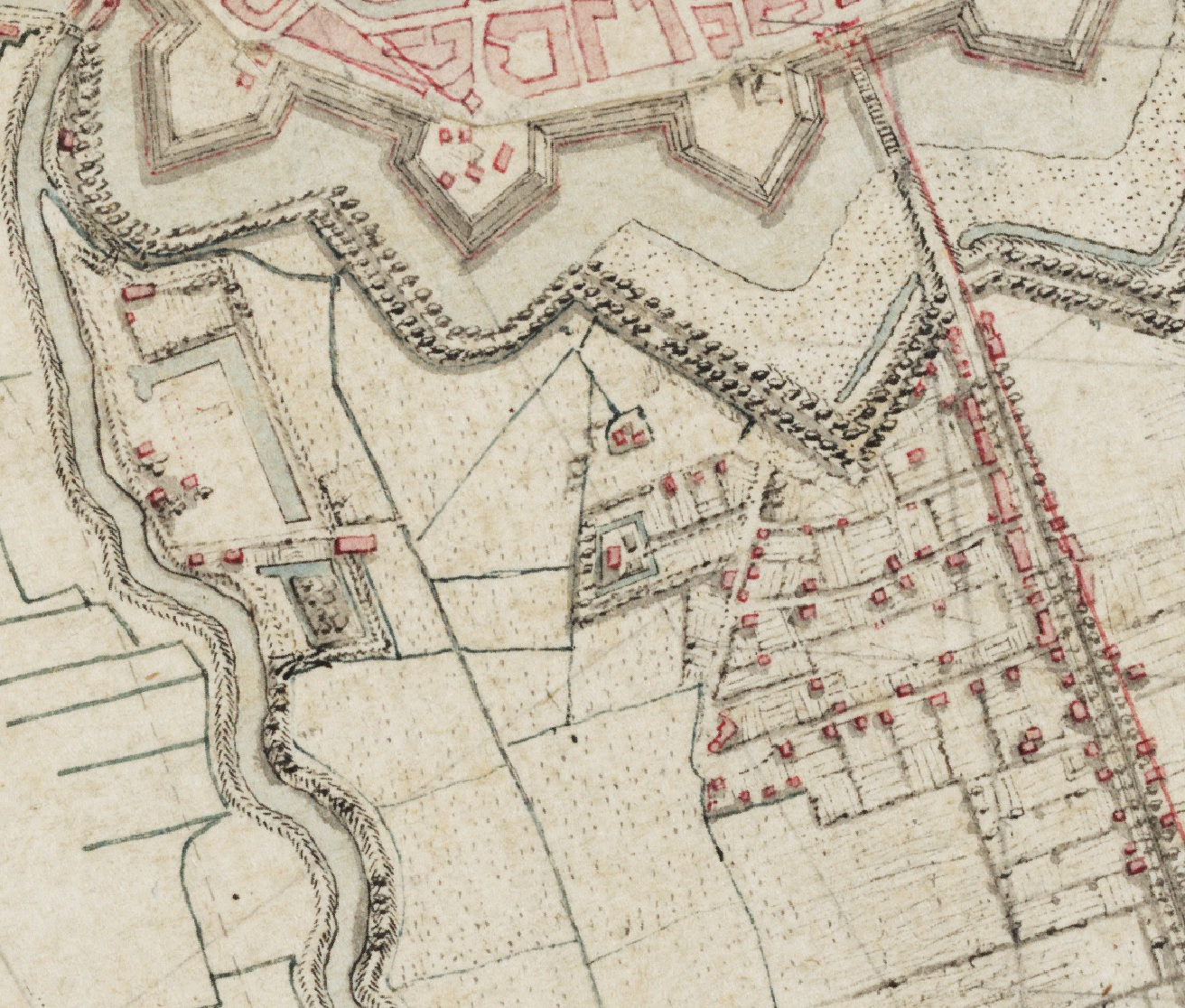
Op de kaart van Johan Heinrich Hottinger uit ca. 1790 is in het midden het landhuis zichtbaar. Helemaal links aan oostzijde van het Hoornsediep de lijm- en stijfselfabriek van Abraham en Teunis Hulshoff en het tichelwerk (baksteen- en pannenbakkerij) van hopman Thomas Lieftinck. Rechts de contouren van de Davidstraatbuurt. Aan noordzijde de vestingwerken van Groningen.
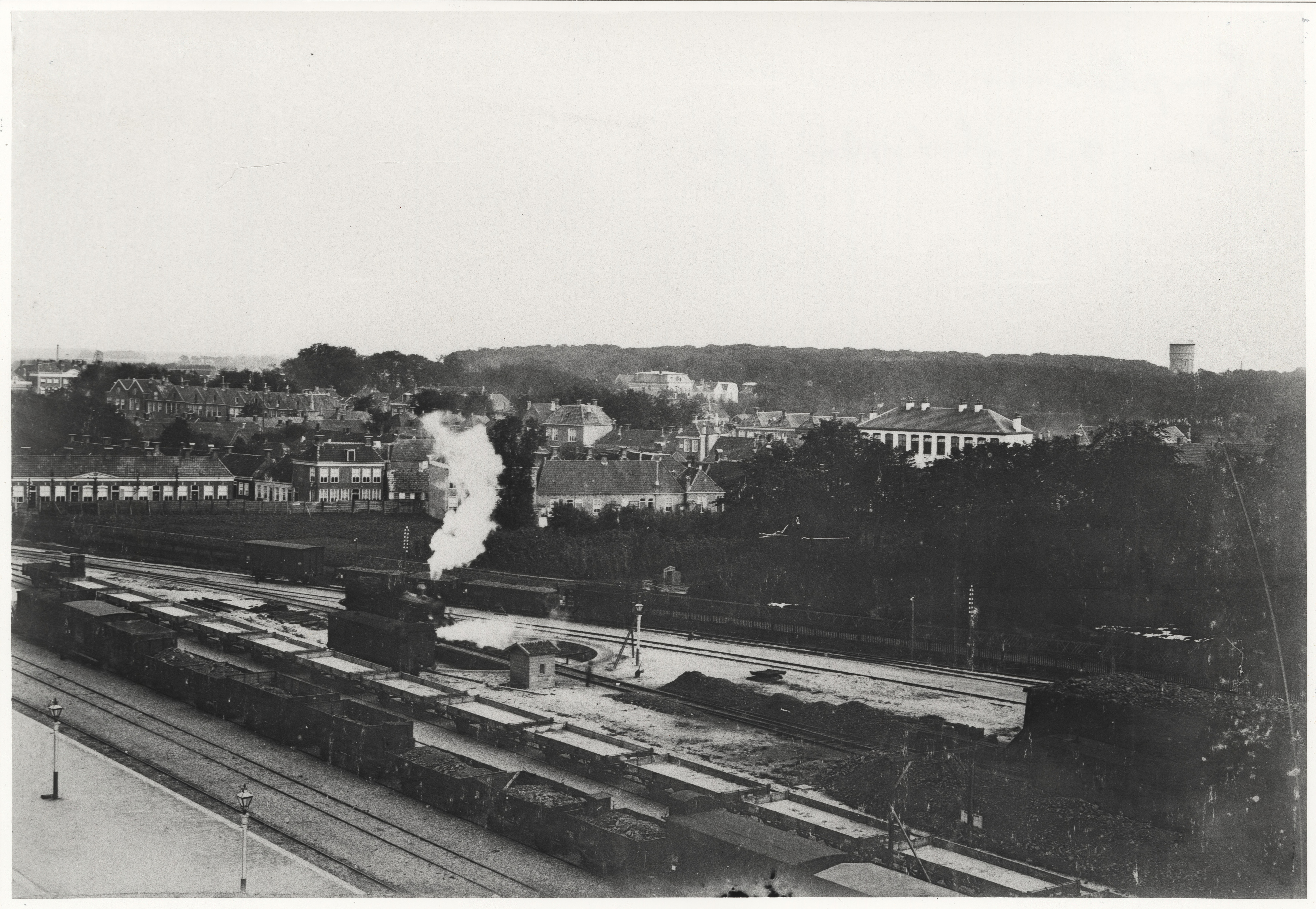
De sporen bij het hoofdstation Groningen gezien vanaf het stationsgebouw rond 1898. De bosschages rechtsachter horen bij het terrein van Rozenburg. Het hoge witte gebouw op de achtergrond is de oude school, die in 1929 plaatsmaakte voor de Rabenhauptschool. Op de achtergrond het Sterrebos met de toenmalige watertoren.